# Hyoran
Hyoran Kauê Dalmoro (ur. 25 maja 1993 w Chapecó) – brazylijski piłkarz występujący na pozycji ofensywnego pomocnika lub skrzydłowego, od 2024 roku zawodnik Internacionalu.